# Radio Continental
Radio Continental  es una estación de radio argentina que transmite desde la Ciudad Autónoma de Buenos Aires.

## Historia
Comenzó sus emisiones el 28 de septiembre de 1969, con el traspaso de nombre de la antigua Radio Porteña, fundada en 1929. 40 años después de su fundación, LS4 Radio Porteña cambió su nombre y se convirtió en LS4 Radio Continental. 
LS4 Radio Porteña finalizó sus transmisiones a las 00:00 del 28 de septiembre con su frase "¡Viva Radio Porteña! y comenzó sus transmisiones Radio Continental con su primera cuña que decía «Radio Continental, noticiosa y musical, en el 590 de su dial».
Se hizo una fiesta especial de apertura de transmisiones esa misma noche en el City Hotel de la ciudad de Buenos Aires, a cargo del locutor Jorge Vaccari.
El nombre «Continental» fue ideado por Alfredo Almanza.[cita requerida]
La emisora transmite en la frecuencia 590 kHz en AM desde sus estudios ubicados en la sede de Canal 9, en la calle Conde 51, en la ciudad de Buenos Aires. Emite mediante su planta transmisora de 100KW ubicada en Virrey del Pino, partido de La Matanza, en canal libre internacional. Desde 1969 hasta 2020, sus programas se transmitieron en Rivadavia 835, ubicado en el barrio de Monserrat.
En 1992 la Editorial Atlántida compró la radio, luego fue vendida a Telefónica en el 2000. En 2005 la emisora pasó a manos del Grupo Prisa. En 2015 Albavisión compra el 50% de la emisora. En 2020, el Grupo Prisa recupera la totalidad de ésta, junto a su emisora hermana Los40 Argentina, y mudó sus estudios al barrio de Palermo, el 27 de enero de 2020.
El 14 de enero de 2021, se confirmó que el empresario Carlos Rosales, a través del Grupo Santamartah, le adquirió la radio junto a Los40 al Grupo Prisa.
Durante 2024, la radio tuvo problemas financieros, motivo por los cuales se les atrasaba el pago de los sueldos a los trabajadores, a tal modo que reiteradas veces los trabajadores entraban en retención de tareas.
El 5 de febrero de 2025, se confirmó que Carlos Rosales, vendió la radio junto a Los40 y Urbana Play, de la cual Continental es dueña de la frecuencia, a Gonzalo Arias, a través de su productora audiovisual Tronito, mientras que el Grupo Octubre dará apoyo técnico y logistico, por ese motivo, la radio mudó sus estudios a la sede de Canal 9 el 8 de febrero de 2025, mientras que Los40 transmitirá desde la sede de la AM 750.

## Servicio Informativo Continental
El Servicio Informativo Continental, más conocido como SIC, es un flash de noticias que sale al aire cada 30 minutos. Se presenta como un resumen de dos o tres minutos a cada hora que incluye las noticias destacadas del momento más un Informe de Tránsito y Servicios. A la hora y media se presenta un resumen de un minuto.
Desde febrero de 2020, el SIC tiene posee unos 22 informativos por día de una duración de 4 minutos promedio y un novedoso formato de minuto de notícias en donde 4 informaciones son irradiadas en 60 segundos cada vez que el reloj se acerca a las y media de cada hora.

## Retransmisión por FM
En abril de 2008, Grupo Prisa le compró a la productora Cuatro Cabezas (de Mario Pergolini y Diego Guebel), la licencia de la FM 104.3, donde funcionaba la emisora X4 Radio. Radio Continental emitió en ambas bandas, AM 590 y FM 104.3. El Comité Federal de Radiodifusión (COMFER) ordenó quitar esta señal del aire. A pesar de esto, la radio siguió transmitiendo y presentó un recurso contra esta resolución.
Desde el sábado 1 de enero de 2011 la FM 104.3 comenzó como una nueva señal, bajo la denominación de Imagina. La nueva emisora apunta a un público adulto contemporáneo, con clásicos de las décadas de los años 1980 y 1990, y canciones en español. 
En 2016 pasó a llamarse RQP, cuyo formato era musical.
El 27 de enero de 2020, Radio Continental volvió a transmitir su programación AM en FM 104.3 MHz debido a la mudanza de los estudios a Palermo.
El 24 de enero de 2021, la señal FM dejó de transmitir la programación AM, debido a que el nuevo dueño de Continental y Los 40, Carlos Rosales, le alquiló la frecuencia a Kuarzo Entertainment Argentina para iniciar una nueva emisora de radio en febrero de 2021. La radio tomó el nombre de Urbana Play.

## Repetidoras
Las siguientes emisoras pertenecen a la Cadena Continental, transmite parte de la programación local y una gran parte de la programación es la que se transmite en la Ciudad de Buenos Aires:

### Provincia de Buenos Aires
- Mar del Plata: FM 94.1
- Bahía Blanca: FM 103.9
- Coronel Pringles: FM 91.3
- Necochea: AM 1520
- Tandil: FM 100.1
- Junín: FM 96.3
- Olavarría: AM 540 y FM 102.9
- Pergamino: FM 95.9
- San Nicolás: FM 96.1
- Nueve de Julio: LT33 AM 1560 Cadena Nueve y FM 89.9 Máxima

### Córdoba
- Córdoba: FM 103.5
- Bell Ville: FM 95.5
- Deán Funes: FM 102.5
- Jesús María: FM 101.9
- Río Cuarto: FM 92.5
- Villa Dolores: FM 94.1
- Villa María: FM 89.1

### Chaco
- Charata: LT43 Radio Mocoví AM 830
- Presidencia Roque Sáenz Peña: FM Mercurio 89.5

### Catamarca
- San Fernando del Valle de Catamarca: FM La Unión 91.3

### Chubut
- Comodoro Rivadavia: FM Radio del Mar 98.7
- Esquel: FM Del Lago 105.5
- Trelew: AM 580 LU20 Radio Chubut/ Continental Trelew

### Corrientes
- Corrientes: Radío Nord Continental FM 97.3
- Goya: FM Radioemisora Norte 104.1

### Entre Ríos
- Chajarí: Radio Chajarí AM 940 - FM 107.7
- Paraná: FM 98.3

### Jujuy
- San Salvador de Jujuy: LW8 Radio San Salvador AM 630

### La Pampa
- Santa Rosa: FM Libertad 97.5

### Mendoza
- Mendoza: LV10 Radio Cuyo AM 720 y FM 104.1

### Misiones
- Oberá: FM 97.5
- Posadas: FM 97.5

### Neuquén
- Ciudad de Neuquén: FM Bardas del Neuquén 89.3 y Continental Neuquén FM 104.1
- San Martín de los Andes: FM de la Montaña 105.1

### Río Negro
- El Bolsón: FM Patagonia Andina 93.3
- San Antonio Oeste: FM San Antonio Oeste Televisora Color 90.7

### San Juan
- San Juan: Radio Colón AM 560 y FM 106.3

### San Luis
- San Luis: FM 94.1

### Santa Fe
- Las Toscas: FM Universo 102 MHZ
- Rafaela: FM Radio El Espectador 100.1
- Santa Fe: FM 102.5

### Santiago del Estero
- Santiago del Estero: FM Exclusiva 105.3

### Tierra del Fuego
- Río Grande: FM del Pueblo 94.5
- Ushuaia: FM Master's 107.3